# Pseudacherontides crassus
Pseudacherontides crassus är en urinsektsart som först beskrevs av Stach 1959.  Pseudacherontides crassus ingår i släktet Pseudacherontides och familjen Hypogastruridae. Inga underarter finns listade i Catalogue of Life.